# George Jonas
Pour les articles homonymes, voir Jonas (homonymie).
George Jonas, né le 15 juin 1935 à Budapest et mort le 10 janvier 2016 à Toronto, est un écrivain et journaliste canadien.

## Ouvrages
- Selected Poems: 1967-2011, Cormorant Books, 2016.
- Reflections on Islam, Key Porter Books, 2007.
- Beethoven's Mask: Notes On My Life and Times, Key Porter Books, 2005.
- The East Wind Blows West, 1993.
- Politically Incorrect, 1991.
- A Passion Observed: A True Story of a Motorcycle Racer, 1989.
- Crocodiles in the Bathtub, 1987.
- Greenspan: The Case for the Defense, 1987.
- The Scales of Justice: Volume II, 1986.
- Préface de In the Name of the Working Class écrit par Sandor Kopasci, Grove Press, 1986.
- Vengeance: The True Story of an Israeli Counter-Terrorist Team, 1984.
- The Scales of Justice: Seven Famous Criminal Cases Recreated, 1983.
- Final Decree, 1981.
- By Persons Unknown: The Strange Death of Christine Demeter, coécrit avec Barbara Amiel, 1977.
- Cities, 1973.
- The Happy Hungry Man, 1970.
- The Absolute Smile, 1967